# Eduardo Coletto Furlan
Eduardo Coletto Furlan (Cachoeira do Sul, 1992) é um escritor, contista, poeta e roteirista brasileiro. 

## Vida
Nascido em Cachoeira do Sul, pequena cidade do Rio Grande do Sul, mudou-se para o Rio de Janeiro em 2017, cidade onde cursou Letras pela Pontifícia Universidade Católica do Rio de Janeiro. 
Em 2018  ficou em segundo no Prêmio Paulo Henriques Britto de prosa e poesia. Seu livro de contos Azul, Violeta (2020), foi publicado pela Selo Biblioteca Paraná depois de ficar em segundo lugar no prêmio nacional Biblioteca Digital do Paraná.

### Contos
- 2020 - Azul, Violeta (contos)